# Eric Vanderaerden
Eric Vanderaerden (Herk-de-Stad, 11 de febrer de 1962) va ser un ciclista belga, que fou professional entre 1983 i 1996. Durant la seva carrera esportiva aconseguirà 138 victòries, moltes d'elles de nivell, com ara un Tour de Flandes, una París-Roubaix, 5 etapes del Tour de França, un mallot verd de la classificació dels punts en aquesta mateixa cursa, i cinc edicions dels Tres dies de La Panne.
Al mateix temps va ser fins a 7 vegades Campió de Bèlgica en diferents categories (debutant, júnior, amateur i professional) i especialitats (en ruta, pista i ciclo-cross).

## Palmarès
- 1981
  - 1r a la Volta a Limburg amateur i vencedor de 4 etapes
- 1982
  - 1r al Tour d'Hainaut Occidental
  - 1r a la Fletxa ardenesa
  - Vencedor de 3 etapes a la Volta a Limburg amateur
- 1983
  - Vencedor d'una etapa al Tour de França
  - Vencedor de 2 etapes a la Volta a Espanya
  - Vencedor de 2 etapes a la París-Niça
  - Vencedor de 2 etapes al Gran Premi del Midi Libre
  - Vencedor d'una etapa al Tour de l'Aude
- 1984
  -  Campió de Bèlgica en ruta
  - 1r a la París-Brussel·les
  - Vencedor de 3 etapes a la Volta a Suïssa
  - Vencedor de 2 etapes al Tour de França
  - Vencedor de 2 etapes als Tres dies de La Panne
  - Vencedor de 2 etapes al Quatre dies de Dunkerque
  - Vencedor d'una etapa a la Volta als Països Baixos
- 1985
  - 1r a la Gant-Wevelgem
  - 1r al Tour de Flandes
  - 1r a la Volta als Països Baixos i vencedor de 2 etapes
  - 1r al Gran Premi Eddy Merckx
  - 1r a la Volta a Limburg
  - Vencedor de 2 etapes al Tour de França
  - Vencedor de 2 etapes als Tres dies de La Panne
  - Vencedor de 2 etapes al Tour del Mediterrani
  - Vencedor d'una etapa a la Volta a Suïssa
  - Vencedor d'una etapa a la Tirrena-Adriàtica
  - Vencedor d'una etapa a l'Étoile de Bessèges
- 1986
  - 1r als Tres dies de La Panne i vencedor d'una etapa
  - 1r a l'A través de Bèlgica
  - 1r a la Brussel·les-Ingooigem
  - 1r al Gran Premi E3
  - Vencedor d'una etapa a la Volta als Països Baixos
  -  1r de la classificació per punts del Tour de França

| - 1987 - 1r a la París-Roubaix - 1r als Tres dies de La Panne i vencedor de 3 etapes - 1r al Gran Premi Eddy Merckx - Vencedor d'una etapa al Tour del Mediterrani - Vencedor d'una etapa a la Volta a Dinamarca - 1988 - 1r als Tres dies de La Panne i vencedor de 2 etapes - 1r a la Volta a Limburg - Vencedor de 2 etapes al Quatre dies de Dunkerque - Vencedor d'una etapa a la Tirrena-Adriàtica - 1989 - 1r al Gran Premi Raymond Impanis - 1r als Tres dies de La Panne i vencedor de 2 etapes - 1r a la Volta a Irlanda i vencedor de 4 etapes - 1r al Tour DuPont i vencedor de 4 etapes - Vencedor de 2 etapes a la Volta a Burgos - Vencedor d'una etapa a la Setmana Siciliana - Vencedor d'una etapa a la Volta a Luxemburg - Vencedor d'una etapa a la Volta als Països Baixos - Vencedor d'una etapa a la Volta a Suïssa - Vencedor d'una etapa a la Volta a Andalusia | - 1990 - Vencedor de 2 etapes a l'Étoile de Bessèges - Vencedor d'una etapa a la Tirrena-Adriàtica - Vencedor d'una etapa als Tres dies de La Panne - Vencedor d'una etapa a la Volta a Luxemburg - Vencedor d'una etapa a la Volta als Països Baixos - 1r als Sis dies d'Anvers (amb Etienne De Wilde) - 1991 - 1r a l'A través de Bèlgica - Vencedor d'una etapa a la Volta a la Comunitat Valenciana - Vencedor d'una etapa a la Volta a Luxemburg - Vencedor d'una etapa a la Volta a Irlanda - 1992 - Vencedor d'una etapa a la Volta a Espanya - Vencedor d'una etapa a la Volta a Irlanda - 1993 - 1r als Tres dies de La Panne - Vencedor d'una etapa a l'Étoile de Bessèges |

### Resultats al Tour de França
- 1983. Abandona (10a etapa). Vencedor d'una etapa. Porta el mallot groc durant 2 etapes
- 1984. 90è de la classificació general. Vencedor de 2 etapes
- 1985. 87è de la classificació general.Vencedor de 2 etapes. Porta el mallot groc durant 3 etapes
- 1986. 125è de la classificació general.  1r de la classificació per punts
- 1988. Abandona (12a etapa)
- 1989. Abandona (10a etapa)
- 1990. Abandona (11a etapa)
- 1991. 127è de la classificació general
- 1992. Abandona (13a etapa)
- 1993. Abandona (8a etapa)
- 1995. Abandona (10a etapa)

### Resultats a la Volta a Espanya
- 1983. Abandona. Vencedor de 2 etapes
- 1992. 132è de la classificació general. Vencedor d'una etapa
- 1994. 116è de la classificació general

### Resultats al Giro d'Itàlia
- 1986. 124è de la classificació general
- 1988. 75è de la classificació general
- 1994. Abandona